# Blasket Biographies
Als Blasket Biographies (engl. für „Blasket-Biographien“, irisch Beathaisnéisí an Bhlascaoid) wird eine Gruppe autobiographischer Bücher bezeichnet, die im Laufe des 20. Jahrhunderts von Menschen geschrieben wurde, die den größten Teil ihres Lebens auf den Blasket-Inseln vor der irischen Küste verbracht haben. Die meisten dieser Menschen lebten auf der Hauptinsel, der  Great Blasket Island (irischer Name An Blascaod Mór, Ausspr. [ən 'blaskeːd 'moːr]).
Von der irischen Literaturkritik wurden diese Werke anfänglich wegen ihrer hohen sprachlichen Originalität und der detailgetreuen Darstellung einer angeblich vollständig archaischen Lebensweise gefeiert. Das Irisch in diesen Büchern galt als besonders rein sowie lexikalisch und idiomatisch reich und wenig anglisiert. Ihr Inhalt war vor allem auch für Anthropologen interessant, die darin häufig (aber wohl fälschlicherweise) Zeugnisse einer als steinzeitlich wahrgenommenen Kultur an Rande Europas sahen. In den letzten Jahren ist jedoch ein Umschwung zu verzeichnen, bei dem die Werke weniger nach anthropologischen oder soziologischen, sondern nach rein literarischen Kriterien bewertet werden. In dieser Hinsicht haben die Werke weit weniger zu bieten, da sie meist die Lebensläufe einfacher Menschen nachzeichnen. Dabei muss jedoch angemerkt werden, dass die Werke wohl nicht mit literarischem Ehrgeiz geschrieben wurden, sondern als Lebenszeugnisse. Zumindest im Falle Tomás Ó Criomhthains entstand die Biographie unter Anleitung und Ansporn durch anthropologisch interessierte Sprachwissenschaftler wie den Norweger Carl Marstrander oder den Engländer Robin Flower.
Es gibt etwa 14 autobiographische Werke von Blasket-Bewohnern sowie einiges an Sekundärliteratur. Als die bedeutsamsten gelten die folgenden:
- Tomás Ó Criomhthain (Tomás O’Crohan), An tOileánach, 1929. (dt. Die Boote fahren nicht mehr aus, Lamuv 1983.)
- Muiris Ó Súilleabháin (Maurice O’Sullivan), Fiche Bliain ag Fás, 1933. (dt. „Inselheimat“, Manesse 1956 bzw. „Das Meer ist voll der schönsten Dinge“, Lamuv 2000.)
- Peig Sayers, Peig, 1936. (dt. „So irisch wie ich“, Lamuv 1996.)

Anm.: Die deutschen Übersetzungen beruhen jedoch allesamt auf den englischen Übersetzungen – Tomás O’Crohan: The Islandman (Oxford 1951), Maurice O’Sullivan: Twenty Years A-Growing (Oxford 1953) und Peig Sayers: Peig (Dublin 1974).
Annemarie Böll und Heinrich Böll, die auf einer Insel in Nordwestirland eine Zweitwohnung hatten, übersetzten 1960 Tomás O'Crohans Die Boote fahren nicht mehr aus.